# Beata Choma
Beata Choma – polska zawodniczka uprawiająca sport balonowy. Członek Aeroklubu Poznańskiego. Jest zdobywczynią Balonowego Pucharu Świata Kobiet. Laureatka wielu ogólnopolskich zawodów balonowych. Mistrzynią Europy Kobiet 2017 w Lesznie.

## Życiorys
W młodości szkoliła się na szybowcach, jednak zrezygnowała z tego sportu bez większych osiągnięć. W 1995 zaczęła interesować się balonami. Najpierw latała jako obserwator (sędzia, lecący w koszu z zawodnikiem lub obserwujący lot z ziemi celem pomiaru wyników zawodnika oraz stwierdzenia, czy nie doszło do złamania przepisów), jednak po latach rolę tę zaczęły pełnić urządzenia mechaniczne (logery). W 2004 odbyła szkolenie lotnicze, by zostać pilotem balonowym, którego licencję odebrała w 2005.

## Ważniejsze osiągnięcia sportowe
- 2017: 4. Mistrzostwa Europy Kobiet w Balonach na Ogrzane powietrze, Leszno – Mistrzynią Europy Kobiet[1][2]
- 2016: Balonowe Mistrzostwa Świata Kobiet w Balonach na Ogrzane Powietrze, Birsztany, Litwie – 14. miejsce[3]
- 2015: Balonowe Mistrzostwa Europy Kobiet, Orveltermarke, NL – 4. miejsce[4]
- 2013: Balonowe Mistrzostwa Polski, Nałęczów – 2. miejsce
- 2013: Ogólnopolskie Zawody Balonowe w Kępnie – 3. miejsce
- 2013: Pre – Mistrzostwa Świata Kobiet – 3. miejsce
- 2013: Toruńskie Zawody Balonowe, Toruń – 8. miejsce
- 2013: Zawody Balonowe w Oleśnicy, Oleśnica – 1. miejsce
- 2013: Krakowskie Zawody Balonowe, Kraków – 5. miejsce
- 2013: Wielkanocne Zawody Balonowe, Grudziądz – 3. miejsce
- 2012: Balonowe Mistrzostwa Świata, Battle Creek, USA – 77. miejsce
- 2012: Balonowe Mistrzostwa Europy Kobiet, Frankenthal, Niemcy – 12. miejsce
- 2012: Międzynarodowe Włocławskie Zawody Balonowe, Włocławek – 15. miejsce
- 2012: Balonowe Mistrzostwa Polski, Leszno – 8. miejsce
- 2012: Toruńsko-Inowrocławskie Zawody Balonowe, Toruń, Inowrocław – 10. miejsce
- 2012: Krakowskie Zawody Balonowe, Bochnia – 7. miejsce
- 2012: Balonowe Zawody o Puchar Prezydenta Piły, Piła – 3. miejsce
- 2012: Zawody Balonowe w Trzebnicy, Trzebnica – 3. miejsce
- 2011: Balonowe Mistrzostwa Polski, Leszno – 15. miejsce
- 2011: Międzynarodowe Zawody Balonowe o Puchar SPA Nałęczów, Nałęczów – 2. miejsce
- 2011: Włocławskie Zawody Balonowe, Włocławek – 7. miejsce
- 2011: Balonowe Mistrzostwa Polski Kobiet, Włocławek – 1. miejsce
- 2011: Zawody Balonowe o Puchar Prezydenta Miasta Konina, Konin – 6. miejsce
- 2011: Zawody Balonowe o Puchar Prezydenta Piły, Piła – 4. miejsce
- 2011: Międzynarodowe Górskie Zawody Balonowe, Krosno – 13. miejsce
- 2011: Wielkanocne Zawody Balonowe, Grudziądz – 6. miejsce
- 2010: Balonowe Mistrzostwa Polski Kobiet, Białystok – 1. miejsce
- 2010: Balonowy Puchar Świata Kobiet, Włocławek – 1. miejsce
- 2010: Balonowe Mistrzostwa Polski, Włocławek – 8. miejsce
- 2010: Zawody Balonowe, Toruń – 2. miejsce
- 2010: Balonowe Mistrzostwa Europy Kobiet, Olita, Litwa – 10. miejsce
- 2010: Zawody Balonowe, Krosno – 4. miejsce
- 2010: Zawody Balonowe, Grudziądz – 5. miejsce
- 2009: Zawody Balonowe, Leszno – 4. miejsce
- 2009: Balonowe Mistrzostwa Polski, Krosno – 10. miejsce
- 2009: Balonowe Mistrzostwa Litwy i Mistrzostwa Litwy Kobiet, Możejki – 3. miejsce
- 2009: I Puchar Wielkopolski, Krotoszyn, Kościan – 5. miejsce
- 2009: Krakowskie Zawody Balonowe, Bochnia – 3. miejsce
- 2009: Balonowy Puchar Świata Kobiet, Francja – 2. miejsce
- 2009: II Mazurskie Zawody Balonowe, Ełk – 1. miejsce
- 2008: Konińskie Zawody Balonowe – 3. miejsce
- 2007: Zawody Balonowe, Konopiska – 2. miejsce
- 2007: Zawody balonowe, Kępno – 4. miejsce
- 2006: Zawody balonowe, Kępno – 1. miejsce